# فرانتس میشل برگر
فرانتس میشل برگر (انگلیسی: Franz Michelberger؛ زادهٔ ۲۸ اوت ۱۹۵۵) بازیکن فوتبال اهل آلمان است.
از باشگاه‌هایی که در آن بازی کرده‌است می‌توان به باشگاه فوتبال کیکرز اوفنباخ، باشگاه فوتبال بایرن مونیخ، و باشگاه فوتبال استاد رنس اشاره کرد.